# Steingraben (Gemeinde Güssing)

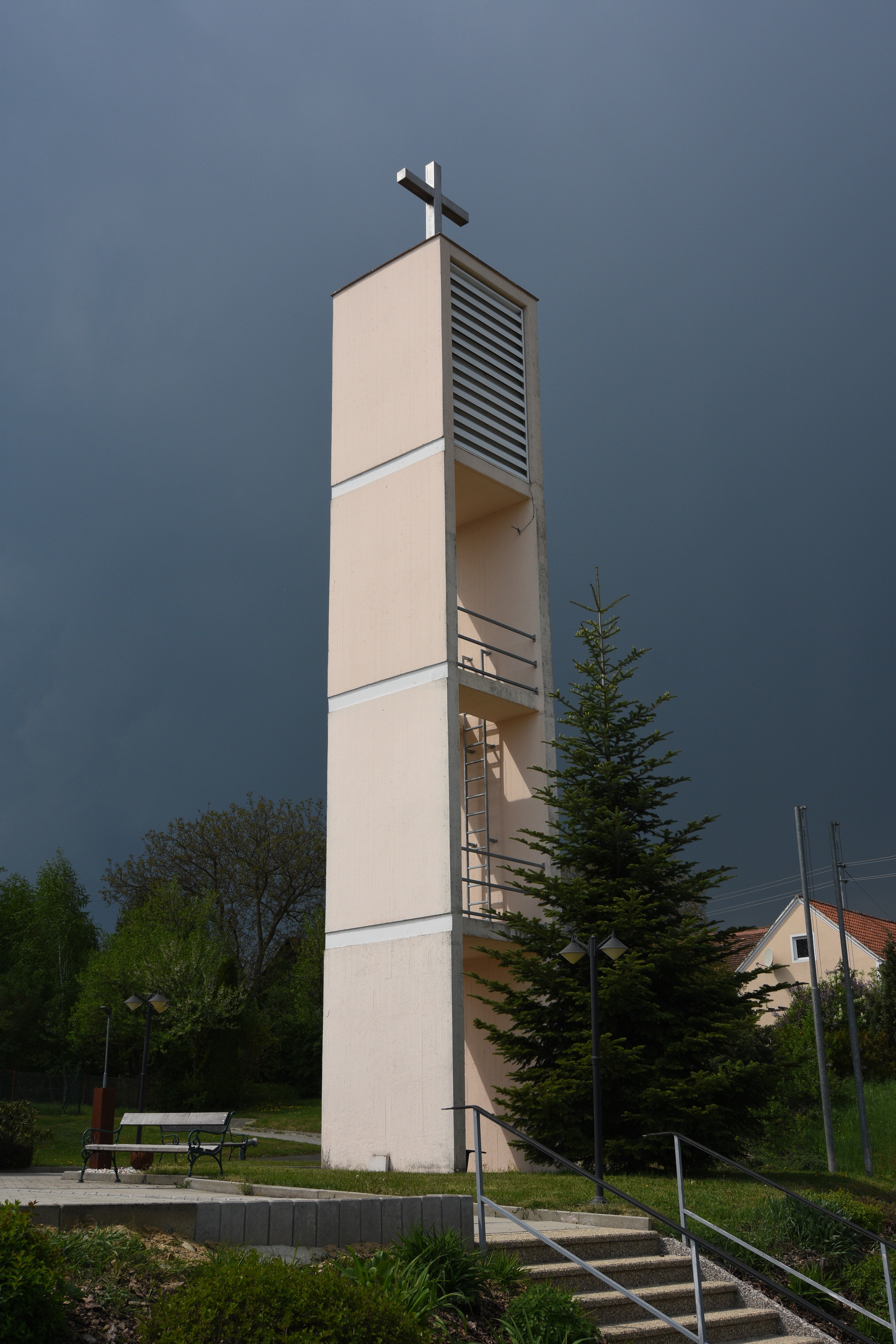
Glockenturm Steingraben

Steingraben (ungarisch Bányácska, Bánya; kroatisch Bojane) ist eine Ortschaft und eine Katastralgemeinde der Stadtgemeinde Güssing im gleichnamigen Bezirk im österreichischen Bundesland Burgenland.
Steingraben wurde in der zweiten Hälfte des 16. Jahrhunderts von kroatischen Einwanderern gegründet. Steingraben war bis zum 31. Dezember 1970 eine eigenständige Gemeinde. Durch das Gemeindestrukturverbesserungsgesetz kam es mit Wirksamkeit 1. Jänner 1971 zu einer Eingemeindung nach Güssing.
Der Ort liegt auf einem Hügel im Zickenbachtal 5 km westlich der Bezirkshauptstadt Güssing.
Der Ort hat einen Friedhof und einen Glockenturm.
Steingraben hat 178 Einwohner (Stand 1. Jänner 2024). 1870 hatte der Ort 258 Einwohner.